# Homero Ruiz
Homero José Ruiz Vivas (Cabimas, Estado Zulia, Venezuela, 14 de agosto de 1982) es un político y abogado venezolano. Es dirigente del partido político Primero Justicia en el estado Táchira. Es exdiputado a la Asamblea Nacional por la Mesa de la Unidad Democrática, coalición de partidos opositores al partido de gobierno.

## Biografía
Nacido el 14 de agosto de 1982 en la petrolera ciudad de Cabimas, en el Estado Zulia, cursó sus estudios de educación primaria en el Colegio Luz de Caracas, luego tuvo una breve pasantía por Inglaterra, logrando cursar el 7.º grado y buena parte del 8.º  en la The City of Leicester College, finalizando sus estudios de educación secundaria en el Colegio Los Pirineos Don Bosco, en su actual ciudad de asiento, San Cristóbal, en el Estado Táchira.
Realizó la carrera de abogado en la Universidad Católica del Táchira, San Cristóbal (Venezuela), donde inició su vida política como fundador del movimiento estudiantil Fundación para la Representación de los Estudiantes de Derecho "REDUCAT", de la que fue coordinador general durante tres años. Organizó el XI Congreso Nacional de Estudiantes de Derecho en el año 2002, el III Congreso Binacional de Estudiantes de Derecho en el año 2003 y el II Congreso Iberoamericano de Estudiantes de Derecho, todos en la ciudad de San Cristóbal. Resultó elegido en dos oportunidades como representante estudiantil ante el Consejo de la Facultad de Ciencias Jurídicas y Políticas, en los periodos 2001-2002 y 2002-2003. Recibió el título de Abogado, en el año 2004. Posteriormente, en 2005, realizó una maestría en Acción Política, Fortalecimiento Institucional y Participación Ciudadana en el Estado de Derecho, en la Universidad Francisco de Vitoria de Madrid, España.
Profesionalmente, ha desempeñado varios cargos dentro de la administración pública, y fue Asesor Jurídico de varios departamentos de la alcaldía del municipio San Cristóbal. En 2009, fue designado como Director de Política y Participación Ciudadana, cargo que ocupó hasta mayo del 2010, cuando asumió la responsabilidad de participar en las Elecciones Parlamentarias de Venezuela de 2010 y fue elegido como representante de la lista opositora de Diputados Nacionales del partido socialcristiano COPEI. Asimismo, fue elegido como Secretario General Regional de Copei en el Estado Táchira. Homero Ruiz, junto a Abelardo Díaz, han sido fuertes críticos del gobierno regional de José Vielma Mora, y son los principales representantes de la oposición del estado Táchira.
Homero Ruiz fue miembro principal de la Dirección Política Nacional del Partido Socialcristiano COPEI y también se desempeñó como Jefe de la Fracción Parlamentaria de COPEI en la Asamblea Nacional de Venezuela y Coordinador del Grupo Parlamentario de la Concertación Humanista, misma que se encuentra integrado por los Diputados pertenecientes a los partidos COPEI, Proyecto Venezuela y Convergencia. El día 19 de octubre a través de carta publica renunció al partido Socialcristiano Copei, motivado al proceso de judicialización orquestado por algunos actores de COPEI que negociaron con el gobierno nacional, días después asumió la secretaria de organización de Primero Justicia en el estado Táchira.